# Мирела Мањани
Мирела Мањани (грч. Μιρέλα Μανιάνι; Драч, 21. децембар 1976.) некадашња је грчка атлетичарка која се такмичила у бацању копља. Проглашена је за спортисткињу године Грчке за 2003.

## Живот и спортска достигнућа

### Албанија
Мањани је рођена у Драчу, Албанија. 1996. на Универзитету у Алабами поставила је албански национални рекорд од 62,46 м. Овај резултат је и данас актуелни рекорд Албаније у бацању копља. Представљала је Албанију на Олимпијским играма 1996. у Атланти и заузела 24. место у укупном поретку. Приликом свечаног отварања била је носилац заставе Албаније.

### Грчка
Након удаје за грчког дизача тегова Георгиоса Целилиса, добила је грчко држављанство и представљала је Грчку већ на Светском првенству у Атини 1997. Први велики успех остварила је 1999. године у Севиљи, где је освојила златну медаљу на Светском првенству хицем од 67,09 м. Њена изведба се сматрала светским рекордом, јер је нова врста копља уведена 1999. године. На Олимпијским играма 2000. освојила је сребрну медаљу са личним рекордом од 67,51 м. Освојила је и бронзану медаљу 2004. Мањани је такође првакиња Европе и двострука светска првакиња. Њен лични рекорд од 67,51 метар је дана актуелни грчки рекорд.

## Приватно
Мирела Мањани се удала за дизача тегова Георгиоса Целилиса 1997. године и постала грчка држављанка. Била је позната као Мирела Мањани-Целили до 2002. године, када се развела од Целилиса. Мањани има једну ћерку из свог трећег брака, са грчким кошаркашем Јанисом Јанулисом.

## Међународна такмичења
| Година                  | Такмичење                     | Место                   | Позиција                | Дисциплина              | Резултат                | Белешка                 |
| Представљајући Албанију | Представљајући Албанију       | Представљајући Албанију | Представљајући Албанију | Представљајући Албанију | Представљајући Албанију | Представљајући Албанију |
| ----------------------- | ----------------------------- | ----------------------- | ----------------------- | ----------------------- | ----------------------- | ----------------------- |
| 1994                    | Светско првенство за јуниоре  | Лисабон, Португалија    | 8.                      | Бацање копља            | 52.22 м                 |                         |
| 1994                    | Европско првенство            | Хелсинки, Финска        | 22.                     | Бацање копља            | 49.96 м                 |                         |
| 1995                    | Светско првенство             | Гетеборг, Шведска       | 12.                     | Бацање копља            | 55.56 м                 |                         |
| 1995                    | Европско првенство за јуниоре | Њиређхаза, Мађарска     | 2.                      | Бацање копља            | 59.36 м                 |                         |
| 1996                    | Олимпијске игре               | Атланта, САД            | 24.                     | Бацање копља            | 55.64 м                 |                         |
| Представљајући Грчку    |                               |                         |                         |                         |                         |                         |
| 1997                    | Светско првенство             | Атина, Грчка            | 11.                     | Бацање копља            | 61.02 м                 |                         |
| 1998                    | Европско првенство            | Будимпешта, Мађарска    | 9.                      | Бацање копља            | 58.65 м                 |                         |
| 1999                    | Светско првенство             | Севиља, Шпанија         | 1.                      | Бацање копља            | 67.09 м                 | РСП                     |
| 2000                    | Олимпијске игре               | Сиднеј, Аустралија      | 2.                      | Бацање копља            | 67.51 м                 | Рекорд Грчке            |
| 2001                    | Светско првенство             | Едмонтон, Канада        | 2.                      | Бацање копља            | 65.78 м                 |                         |
| 2002                    | Европско првенство            | Минхен, Немачка         | 1.                      | Бацање копља            | 67.47 м                 | РЕП                     |
| 2003                    | Светско првенство             | Париз, Француска        | 1.                      | Бацање копља            | 66.52 м                 |                         |
| 2004                    | Олимпијске игре               | Атина, Грчка            | 3.                      | Бацање копља            | 64.29 м                 |                         |